# نبرد هوانگسانبول
نبرد هوانگسانبول (هانگول:황산벌 전투،هانجا:黃山─戰鬪) درسال ۶۶۰ میلادی میان نیروهای شیلا و بکجه به وقوع پیوست.
در نتیجه شکست‌هایی که ارتش پادشاه مویول از ژنرال گی‌بک خورده بود، پادشاه مویول پادشاه وقت شیلا از امپراتور گائوزونگ پادشاه سلسله چینی تانگ درخواست نیرویی کمکی کرد و پادشاه گائوزونگ در خواست پادشاه مویول را پذیرفت. پادشاه اویجا پادشاه بکجه کشور را در وضعیت بدی قرار داده بود و مهمانی‌ها و عیاشی‌های او، وی را از توجه به امور دولت بازداشته بود.
در سال ۶۶۰میلادی ژنرال کیم یوشین با ۵۰٫۰۰۰ سرباز شیلایی به سمت باکجه پیشروی کرد. تانگ نیز حدود ۱۳۰٬۰۰۰ سرباز را از طریق دریا به فرماندهی سودینگفانگ جهت پشتیبانی نیروهای شیلا اعزام کرد.
در بکجه به دلیل نارضایتی اشراف‌زادگان از پادشاه اویجا حاضر نشدند به وی کمک نظامی نمایند. بدین واسطه بکجه تنها ۵٬۰۰۰ سرباز را به این نبرد اعزام کرد. نیروهای باکجه را ژنرال گی‌بک فرماندهی می‌کرد.
گی‌بک به همراه ارتش خود به هوانگ سان بئول رسید و به سرعت اردوگاه خود را ایجاد کرد و برای سربازان خود سخنرانی‌های حماسی کرد. ژنرال گی بک برای سربازانش داستان فرمانده گوجیان (فرمانده چینی) را یادآوری کرد که توانست با تنها پنج هزار نفر سرباز، ارتشی هفتصد هزار نفری را شکست دهد پس از این سخنرانی نیروها روحیه گرفتند و آماده نبرد شدند.
کیم یوشین نیز به زودی به این محل رسید. وی به سرعت به نیروهای باکجه حمله کرد ولی نیروهای گی بک هر پنج نبرد اولیه را بردند.
ارتش شیلا در نتیجه این شکست‌ها روحیه ی خود را از دست دادند.
ژنرال کیم پامیل از شیلا پسر جوان خود، هوارانگ (گروهی از جوانان نخبه شیلایی) و فرمانده گوآنچانگ را برای نبردی دیگر فرستاد که وی شکست خورد اما ژنرال گی‌بک وی را آزاد نمود. گروه هوارانگ برای تجدید قوا به  کمپ شیلا برگشتند. وی بار دیگر به میدان نبرد بازگشت و توسط ارتش باکجه دستگیر شد اما در هنگام انتقال وی به زندان، توسط یکی از سربازان باکجه کشته شد.
مرگ گوآنچانگ باعث خشم در ارتش شیلا شد و کیم یوشین بار دیگر به صورت همه‌جانبه به ارتش باکجه حمله کرد. وی در این نبرد پیروز شد. در جریان نبرد گی‌بک کشته شد.
بعدها کیم یوشین دشمن خود را مردی پر افتخار و شجاع عنوان کرد.
پس از مدت کمی شهر سابی سونگ پایتخت باکجه سقوط کرد و اویجا تسلیم شد. 
به این ترتیب امپراتوری باکجه نیز از صحنه روزگار محو شد.
رشادت و دلاوری ژنرال گی بک در این نبرد هنوز هم زبانزد مردم کره می‌باشد.